# 제47기갑군단

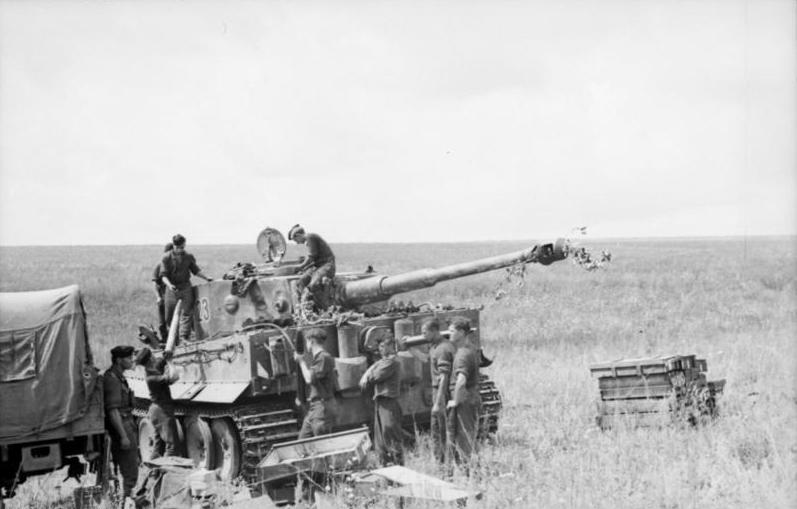

제47기갑군단은 제2차 세계 대전 당시 나치 독일의 기갑군단이다. 이들은 1940년 프랑스 공방전을 비롯한 다양한 전투에 참전했다. 1945년 5월 독일의 항복 이후 해산되었다.

## 군단장
- 1942년 7월 21일 - 1943년 10월 11일: 요아힘 레멜센
- 1943년 10월 11일 - 1943년 10월 22일: 하인리히 에버바흐
- 1943년 10월 22일 - 1943년 11월 5일: 요아힘 레멜센
- 1943년 11월 5일 - 1943년 11월 30일: 에라드 라우스
- 1943년 11월 30일 - 1943년 12월 30일: 루돌프 폰 뷔나우
- 1943년 12월 30일 - 1944년 3월 4일: 니콜라우스 폰 보르만
- 1944년 3월 4일 - 1944년 9월 5일: 한스 프레이헤르 폰 펑크
- 1944년 9월 5일 - 1945년 4월 6일: 하인리히 폰 뤼트비츠